# خانواده زبان اشاره ژاپنی
خانواده زبان اشاره ژاپنی یک خانواده زبانی اشاره شامل زبان اشاره ژاپنی، زبان اشاره کره‌ای و زبان اشاره تایوانی است.
میزان تفاوت میان این زبان‌ها اندک است.